# Аза Исавријски
Света мученик Аза Исавријски, Аза Чудотворац је хришћански мученик и светитељ. 
Роћен је у Исаврији, Био је војник у служби цара  цара Диоклецијана. Напустио је војничку службу и повукао се у пустињу. Тамо се ревносно молио и бдио, чинећи многа чудеса и исцељујући болесне. Када су га пријавили да је хришћанин ухапшен је и изведен је на суд пред владара Исаврије Аквилина. Војницима који су га спроводили проповедао је Јеванђеље, а каа су ожеднели, учинио је чудо: молитвомо је извео воду из земље. Војници су поверовали у Христа али су ипак извели Азу пред владара, и заједно са њим признали да су хришћани. Тада је намесник Аквилин, да би застрашио друге, наредио да се мученик подвргне великом мучењу, растргнувши му тело гвозденим канџама и, најзад, везујући га за точак и вртећи точак. Међутим,  светитељ је остао неповређен. Видевши то, владарева жена и њена ћерка поверовале су у Христа и исповедиле су пред свима своју веру. Тада се Аквилинтолико разгневио да је одмах наредио да се посеку главе његовој жени и кћери, а са њима и свим верујућим војницима, којих је било око 150.
После тога свети Аза је подвргнут новим страшним мукама, након чега су и њему одсекли главу. 
Православна црква прославља светог Азу и све страдале с њим 19. новембра.